# Scotia Plaza
Scotia Plaza è un grattacielo utilizzato per ospitare uffici commerciali, situato a Toronto, in Canada.

## Descrizione
È posto all'interno del distretto finanziario, delimitato da Yonge Street a est, King Street West a sud, da Bay Street a ovest e da Adelaide Street West a nord. Alto 275 metri, è il terzo grattacielo più alto del Canada e il 22° edificio più alto del Nord America. È collegato alla rete PATH e ha una superficie calpestabile di 190 000 metri quadri distribuiti su 68 piani che ospitano uffici e 40 negozi al dettaglio.